# Dr Boris
Dr Boris est une série télévisée comique ivoirienne créée par Michael Konan Mikayo et l'agence INITIATIV. Elle est diffusée depuis 2008 sur plusieurs chaînes africaines dont RTI Première, Africable, 2stv , TV5 Monde Afrique et ORTM. La série est également disponible pour la diaspora sous la forme de 15 DVD comportant chacun 4 épisodes de 1 h 30.

## Synopsis
Au sein d'une clinique à Abidjan, Dr Boris (Ahmed SOUANE), un jeune médecin généraliste des années 2000, exerçant dans une clinique privée appartenant au Professeur Bamba (Bamba BAKARY). Sur le plan professionnel, Dr Boris est apprécié de ses collaborateurs et surtout du Pr. Bamba, son employeur n'hésite pas à lui confier des responsabilités. Cependant, la vie que ce jeune médecin marié mène en dehors du cadre du travail est loin d'être exemplaire. Ses nombreuses aventures extra-conjugales vont l'amener à croiser le chemin de la belle Alice Bamba, la nièce du Pr. Bamba, à qui il se présente comme étant le propriétaire de la clinique où il officie.

## Acteurs
- Ahmed Souané : Docteur Boris
- Bamba Bakary : Professeur Bamba
- Aurélie Eliam : Bamba Alice
- Rudy Rudiction : Docteur Koné
- Jimmy Danger : Ambulancier Jimmy
- Adrienne Koutouan : Infirmière Antoinette
- Fanta Coulibaly : Standardiste Laurence
- Djuedjuessi : Mme Koffi
- David Oméga : Patient David
- Beau Djedjan : Beau
- Nadie : Epouse du professeur
- Adama Dahico : Michel

## Fiche technique
- Producteur : L'agence Initiativ
- Réalisation : Michael Konan Mikayo / Studios Omnicom / Agence Initiativ
- Assistant réalisation : Mike Yoboué / Tristan Le Paih
- Scénario : Michael Konan Mikayo
- Post-Production : Michael Konan / Agence Initiativ
- Musique : Rudy Rudiction et Celestin
- Photographie : Adneyd Image (Europe), Youssouf Ouattara (Afrique)
- Langue originale : français
- Stylisme : Simpore Louise
- Distribution DVD : Fooka Diffusion

## Épisodes

### Première saison / 52 épisodes
1. La rencontre 1re partie
2. La rencontre 2e partie
3. Garcon pile 1re partie
4. Garcon pile 2e partie
5. Garcon pile 3e partie
6. Elvis...
7. Grossesse indésirée
8. Affaire de credit...
9. Affaire de credit... (suite)
10. Le baiser manqué
11. Y a problem!!!
12. Tapé Dos
13. Best Of
14. Trahison
15. Face a face
16. L'ami d'enfance 1re partie
17. L'ami d'enfance 2e partie
18. Guérison
19. Guérison miraculeuse
20. Le blessé par balle
21. 40 millions...
22. Le diner...
23. Le don de vision
24. Le plan...
25. jessica
26. Le complot 1re partie
27. Le complot 2e partie

## Commentaires
Cette série est inspirée de la sitcom française H.
Cette même série est aussi un succès africain. Tout téléspectateur a hâte de voir la deuxième saison de la série dans l'espoir qu'elle soit toujours aussi intéressante.
Félicitations à nos acteurs Africains pour ce merveilleux travail.

## Diffusion
La série est aussi diffusée au Togo, Sénégal, Mali, Burkina Faso, Bénin,Cameroun, République Démocratique du Congo ...
La diffusion européenne se fait sous format DVD au nombre de 15 - de quatre épisodes chacun pour une durée de 1h30.